# Saint-Ouen-la-Thène

Saint-Ouen este o comună în departamentul Charente-Maritime, Franța. În 1 ianuarie 2022 avea o populație de 137 de locuitori.